# Leopold Gmelin
Leopold Gmelin (Göttingen, Alemanya, 2 d'agost de 1788 – Heidelberg, Alemanya, 13 d'abril de 1853), va ser un químic alemany.
Gmelin era el fill de Johann Friedrich Gmelin. Estudià medicina i química a Göttingen, Tübingen i Viena, i el 1813 passà a ser lector a Heidelberg, i el 1817 professor de química i medicina. Promocionà l'aprenentatge del jove Friedrich Wöhler. Va ser l'autor d'un important llibre escolar de química i el descobridor del ferricianur de potassi.